# Руа-Аугусту-Толли
Руа-Аугусту-Толли (порт. Rua Augusto Tolle — «улица Аугусту Толли») — улица в элитном микрорайоне Альту-ди-Сантана района Сантана в Сан-Паулу, столице штата Сан-Паулу в Бразилии. Названа в честь предпринимателя Аугусту Толли, основателя компании Дом Толли, производившей рафинированный сахар, шоколад, спиртные и газированные напитки.
Улица начинается от Руа-Консельейру-Морейра-ди-Баррош, пересекает Руа-Франсишка-Жулия, Руа-Педру-Долл,  Руа-Донна-Луиза-Толли, Руа-Дон-Энрике-Моранью и заканчивается на Авенида-Энхеньейру-Каэтану-Альвариш.
Улица была проложена в первые десятилетия XX века. В 1939 году мэрия Сан-Паулу зарегистрировала её, но без официального названия. Неофициально за ней было укреплено имя Агусту Толли. В то время она начиналась у переулка Травесса-Дона-Луиза-Толли и заканчивалась в 120 метрах от него. С 1944 по 1946 год улица неоднократно расширялась. Название было официально оформлено только в 1953 году Законом № 4.371.
В начале Руа-Аугусту-Толли стоят несколько зданий и жилые дома среднего и высокого стандартов. Далее следует застройка, очень похожая на Руа-Педру-Долл, продолжением которой она является. В середине улицы много коммерческих заведений. В конце — жилые дома среднего стандарта, большая площадь и торец больницы.
В районе улицы располагаются Салезианский университетский центр Сан-Паулу, традиционный Бар-ду-Луиш-Фернандиш, ряд магазинов, центр красоты, рестораны, деловой комплекс, корпуса больницы Мандаки, клиники и офисы, две детские школы, 4 жилых дома и два коммерческих здания.